# 189 (число)
Вижте пояснителната страница за други значения на 189.
189 (сто осемдесет и девет) е естествено, цяло число, следващо 188 и предхождащо 190.
Сто осемдесет и девет с арабски цифри се записва „189“, а с римски цифри – „CLXXXIX“. Числото 189 е съставено от три цифри от позиционните бройни системи – 1 (едно), 8 (осем), 9 (девет).

## Общи сведения
- 189 е нечетно число.
- 189-ият ден от годината е 8 юли.
- 189 е година от Новата ера.